# Shareman
Shareman — бесплатная утилита с закрытым исходным кодом, которая представляет собой средство для загрузки/обмена файлов по сети в приложении.

## Описание
Программный продукт Shareman сочетает в себе файлообменный P2P-клиент для  загрузок, каталог файлов, а также чат для общения внутри программы среди зарегистрированных пользователей, который в свою очередь разделён на тематические комнаты. Основное окно программы является каталогом файлов, который разделён на тематические категории, среди которых есть такие вкладки, как «Фильмы», «Фильмы HD», «Сериалы», «Музыка», «Картинки», «Игры», «Программы» и «Разное». Для каждого контента есть детальное описание. Внутри каталога предусматривается поиск по названию, рейтингу, дате и другим атрибутам.
В программе есть функции родительского контроля, встроенный медиаплеер, автонастройка Windows Firewall и UPnP-роутеров, а также создание и открытие для общего доступа собственной коллекции файлов.
В файлообменнике имеется чат, который разделён на несколько разделов. За чатом следят администраторы и модераторы Shareman.